# L'ultimo addio (film)
L'ultimo addio è un film del 1942 diretto da Ferruccio Cerio.

## Trama
Un noto chirurgo e il suo assistente sono innamorati, senza che l'uno sappia dell'altro, della stessa giovane donna che è attratta dal giovane dottore con il quale ha un rapporto sessuale, pur mantenendo una certa familiarità con il professore che spera di sposarla. Il giovane scopre di essere stato colpito da una grave malattia che, come scopre ascoltando una lezione universitaria del suo maestro, non lascia speranza di guarire e quindi, per non pesare sulla di lei vita lascia la donna incinta del suo bambino la quale, disperata per l'abbandono, sposa il professore. Dopo alcuni anni i tre personaggi s'incontrano a un congresso medico. Il giovane è guarito e, credendo che il suo maestro abbia volutamente mentito nel dirlo condannato dalla malattia, si ripropone di riprendere con sé la donna. Questa, inizialmente, sembra convincersi a tornare con il suo primo amore ma, poi, preferisce rimanere con il marito e il suo bambino. Il giovane per vendicarsi di entrambi, dai quali si è sentito tradito, li segue nel loro ritorno a casa ma, durante il viaggio, l'incontro con un frate, a cui si è confidato, lo fa riflettere sulle sue cattive intenzioni che abbandona definitivamente assistendo a un disastro ferroviario dove il diffuso dolore di tanti gli rivela la necessità di accettare il suo sacrificando il proprio orgoglio.